# Dél-kaliforniai Egyetem
A Dél-kaliforniai Egyetem (angoul: University of Southern California (rövidítve: USC, SC vagy SoCal) magán kutatóegyetem Los Angeles városában, Kaliforniában. 1880-ban alapították, az állam legidősebb kutatóegyeteme.
Az egyetem diákjai a világ 115 országából származnak, évente összesen közel 50 ezren tanulnak iskoláiban. Ezek mellett ide jár a legtöbb külföldi diák az Egyesült Államok egyetemei közül. 1969 óta az Amerikai Egyetemek Szövetségének tagja.
A USC sportcsapatai a Trojans becenevet viselik és a National Collegiate Athletic Association Pac–12 főcsoportjának tagja az első divízióban. Az egyetem sportolói összesen, egyéni és csapatsportokban 519 országos NCAA-bajnoki címet nyertek el. Az olimpiai játékokon tanulói 326 érmet szereztek (153 arany, 96 ezüst és 77 bronz), ami a legtöbb az ország felsőoktatási intézményei közül. Ezek mellett 537 amerikaifutball-játékosa érte el a profi szintet az NFL-ben, ami a második legtöbb az országban.
A legtöbb olyan öregdiákkal rendelkező iskola, akik Oscar-, vagy Emmy-díjat nyertek, ismert Filmművészeti Iskolájáról. Huszonkilenc milliárdos végezte itt tanulmányait, illetve tíz Nobel-díjas és egy Turing-díjas tanult vagy tanított itt. Itt született meg a Domain Name System, a VoIP, DNS-alapú számítástechnika és a programozás több ágazata is.
Legismertebb diákjai közé tartozik Neil Armstrong, Hosszú Katinka, Will Ferrell, George Lucas, Mark Rober és Abe Sinzó is.

## Statisztika
|                         | 2023  | 2022  | 2021      | 2020      | 2019      | 2018      | 2017      | 2016      | 2015      |
| ----------------------- | ----- | ----- | --------- | --------- | --------- | --------- | --------- | --------- | --------- |
| Jelentkezők             | 80790 | 69062 | 71031     | 59712     | 66198     | 64352     | 56676     | 54280     | 51924     |
| Felvett diákok          | 8032  | 8168  | 8884      | 9618      | 7558      | 8339      | 9042      | 9022      | 9181      |
| %-os arány              | 9,9   | 12,0  | 12,5      | 16,1      | 11,4      | 13,0      | 16,0      | 16,6      | 17,7      |
| Tanévet megkezdő diákok | ?     | 3,20  | 3668      | 3640      | 3168      | 3401      | 3358      | 3068      | 2949      |
| Osztályzatátlag (GPA)   | 3,91  | 3,90  | 3,83      | 3,83      | 3,81      | 3,79      | 3,76      | 3,73      | 3,73      |
| SAT (IT)                | —     | —     | 1330–1520 | 1360–1510 | 1370–1520 | 1350–1530 | 1300–1500 | 1930–2250 | 1920–2250 |
| ACT (IT)                | —     | —     | 30–34     | 30–34     | 31–34     | 30–34     | 30–34     | 30–33     | 30–33     |

| Származás és etnikum           | %     |
| ------------------------------ | ----- |
| Fehér                          | 27,3% |
| Külföldi lakos                 | 23,8% |
| Ázsiai                         | 19,1% |
| Hispán                         | 15,6% |
| Egyéb                          | 8,4%  |
| Afroamerikai                   | 5,8%  |
| Vagyonkategória                |       |
| Alacsony bevétel               | 24%   |
| Gazdag (legalább középosztály) | 76%   |

## Híres diákjai
- Abe Sinzó, Japán miniszterelnöke (2006–2007, 2012–2020)
- Patrick J. Adams, színész
- Neil Armstrong, az első ember a Holdon
- Zulfikar Ali Bhutto, Pakisztán első demokratikusan megválasztott miniszterelnöke
- DeMar DeRozan, világ-, és olimpiai bajnok kosárlabdázó
- Douglas Emhoff, jogász, az Egyesült Államok second gentlemanje
- Will Ferrell, színész
- Macy Gray, Grammy-díjas énekesnő
- Phil Hill, az egyetlen amerikai születésű Formula–1-bajnok
- Hosszú Katinka, Európa-, világ-, és olimpiai bajnok úszó
- Kiss Balázs, olimpiai bajnok kalapácsvető
- George Lucas, rendező, a Csillagok háborúja kitalálója
- Bridgit Mendler, énekesnő és színésznő
- Muhammad Morszi, Egyiptom elnöke (2012–2013)
- Mark Rober, youtuber, mérnök
- O. J. Simpson, amerikaifutball-játékos
- Rebecca Soni, világ-, és olimpiai bajnok úszó
- Forest Whitaker, Oscar-díjas színész

## Galéria
- A Nemzetközi és Államügyi Intézmény épülete a campus legmagasabb építménye
- Az egyetem egyik legismertebb épülete, a Waite Phillips Hall
- A Hedco Idegtudományi Épület
- A Los Angeles megye–USC Kórház
- A Gwynn Wilson Diákegyesület épülete
- A Gould Jogi Iskola épülete, a campus egyes részeire jellemző brutalista stílusban
- A Fisher Művészeti Múzeum
- A Filmművészeti Iskola

- A Leavey Könyvtár, az egyetem legújabbja
- A Doheny Könyvtár
- A Doheny Könyvtár egyik olvasószobája
- A Hoose Filozófiai Könyvtár egyik szobája

- A Los Angeles Memorial Coliseum amerikaiftuball-stadion befogadóképessége 77 500 fő (korábban 93 ezer)
- A Dedeaux Field baseballstadion
- A 2016-ban lebontott Los Angeles Memorial Sports Arena
- A Galen Center kosárlabda-aréna
- Az Uytengsu Aquatics Center
- Az egyetem tenisz-stadionjának bejárata
- A USC és a UCLA játékosai egy mérkőzés közben. A két egyetem városi riválisok

- Az egyetem első  épülete, 1903-ban
- A Bovard Hall 1921-ben, nem sokkal befejezése után
- 1914-es diplomaosztó
- Egy diák kollégiumi szobájában (1907 körül)
- Az építés alatt álló Los Angeles Memorial Coliseum az 1920-as években